# Johnny B. Goode
〈Johnny B. Goode〉는 1958년 척 베리가 작곡하고 처음으로 녹음한 로큰롤 곡이다. 이 노래는 《빌보드》의 핫 R&B 차트에서 2위를 차지했고 핫 100 차트에서 8위를 차지하며 큰 인기를 끌었다. 1955년 쓰여졌으며, 뉴올리언스 지역에서 기타를 연주하는 문맹 소년에 관한 내용을 담고 있다.
〈Johnny B. Goode〉는 대중음악 역사상 가장 인정받는 곡 중 하나로 여겨진다. "로큰롤 스타덤에 관한 최초의 로큰롤 히트"로 인정받아온 이 작품은 많은 다른 예술가들에 의해 녹음되었고 여러 개의 명예와 상을 받았다. 이 곡은 《롤링 스톤》이 선정한 "역사상 가장 위대한 노래 500곡" 중 7위에 올랐다.